# Schreckenberg
Der Schreckenberg bei Frohnau im Erzgebirgskreis ist eine 648,8 m ü. NHN hohe Anhöhe im mittleren Erzgebirge. Er befindet sich einen Kilometer nordwestlich von Annaberg-Buchholz auf der Gemarkung des Stadtteils Frohnau.

## Geschichte
Die Erhebung besitzt vor allem historische Bedeutung, da hier die Wurzeln des Annaberger Silber-Erzbergbaus liegen. Am 28. Oktober 1491 stieß Caspar Nietzel unweit der Frohnauer Obermühle auf einen Silbergang. Daraufhin entstand 1496 am gegenüberliegenden Sehmaufer die „Neustadt am Schreckenberg“, die schon bald den Namen Sankt Annaberg erhielt. 1498 erhielt Annaberg das Prägerecht für die Münzen der Wettiner. Die Münzstätte wurde in oder unmittelbar bei der Obermühle eingerichtet und prägte kurzzeitig vor allem den Schreckenberger, ein weit verbreitetes Zahlungsmittel im Heiligen Römischen Reich. Aus dieser Zeit stammt wahrscheinlich auch der Ausspruch: Bist ein reicher Annaberger, hast den Sack voll Schreckenberger. Die Herstellung der Großgroschen erfolgte auch in den Münzstätten Buchholz, Zwickau, Freiberg, Leipzig, Dresden und Saalfeld. Die letzten Schreckenberger wurden 1571 in Dresden geprägt. In Annaberg erfolgte die Prägung der Schreckenberger Engelsgroschen nur bis 1547.
Die intensive Bergbautätigkeit im 15. und 16. Jahrhundert prägt bis heute das Erscheinungsbild des Berges. Insbesondere die westlichen Flanken werden durch zahlreiche kleine Halden bestimmt. Neueren Datums sind Spuren des hier nur kurzzeitig aufgeflammten Uranbergbaues aus den 1950er-Jahren (Krönung-Fundgrube/Malwine).

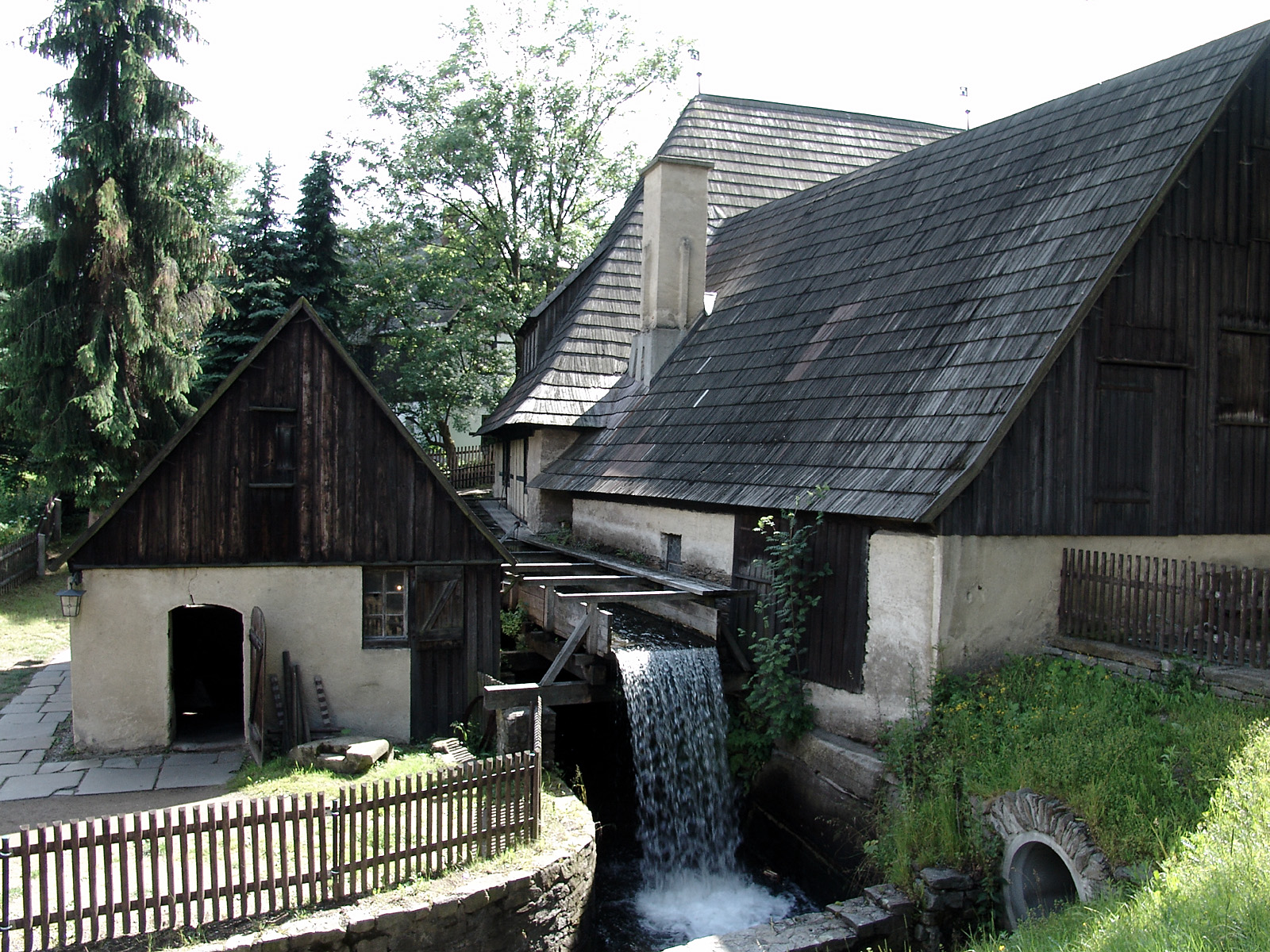
Frohnauer Hammer unterhalb des Schreckenberges

 Zwischen 1854 und 1856 wurde auf dem Schreckenberg eine romantisierende Burgruine errichtet, die heute noch das Bild des Berges prägt. Der Burgturm mit angedeuteten Ruinenresten wurde aus Privatmitteln reicher Annaberger sowie durch die hiesige Firma Eisenstuck & Co finanziert und durch Arbeitslose und Tagelöhner errichtet. Als Initiator gilt der Geheime Regierungsrat Carl Friedrich Reiche-Eisenstuck. Zu einer Zeit starker wirtschaftlicher Rezession diente die Baumaßnahme insbesondere als Notstandsarbeit – im heutigen Sinne eine Arbeitsbeschaffungsmaßnahme.
Vom Gipfel bietet sich eine gute Sicht auf die Bergstadt Annaberg.